# Siegfried von Blomberg
Siegfried von Blomberg († 30. Juni 1374 in Avignon) war von 1370 bis zu seinem Tod 1374 Erzbischof von Riga.

## Leben
Es ist möglich, dass Siegfried der seit 1307 in Kurland belegten Adelsfamilie von Blomberg entstammte, oder auch einer – ebenfalls aus dem westfälischen Blomberg – nach Dorpat eingewanderten bürgerlichen Familie, wo 1331 ein Ratsherr mit dem gleichen Herkunftsnamen belegt ist. Erstmals urkundlich belegt ist Siegfried für das Jahr 1360 als Domherr von Riga. Ende der 1360er Jahre begleitete er den Rigaer Erzbischof Fromhold von Vifhusen nach Rom. Dort suchte Fromhold wegen der mit dem Deutschen Orden geführten Auseinandersetzungen Hilfe, starb jedoch am 28. Dezember 1369. Daraufhin machte Papst Urban V. von seinem Wiederbesetzungsrecht Gebrauch und ernannte den anwesenden Siegfried von Blomberg am 11. Februar 1370 zum Nachfolger Fromholds von Vifhusen.
Siegfried von Blomberg, der ebenfalls ein Gegner des Deutschen Ordens war, blieb weiterhin an der Kurie, von der er sich Unterstützung im Streit des Erzstifts gegen den Landmeister Wilhelm von Friemersheim erhoffte, auf dessen Seite die Zisterzienseräbte von Padis und Falkenau sowie der Revaler Bischof Ludwig von Münster und die Stadt Reval standen. Mit der sogenannten „Kleiderbulle“, die Papst Gregor XI. am 10. Oktober 1373 auf Wunsch Siegfried von Blombergs erließ, wurde eine Änderung der Kleiderordnung des Rigaer Domkapitels herbeigeführt. Dadurch wurde den prämonstratensischen Domherren gestattet, wie vor 1210 die schwarze Tracht der Augustiner-Chorherren zu tragen, da die weiße Tracht der Prämonstratenser zu sehr an die weißen Mäntel der Deutschordensritter erinnerte. Zudem wurde durch die veränderte Regel die strenge klosterähnliche Gemeinschaft der Domherren aufhoben. Siegfrieds Hoffnung, dass durch die Nutzung der Pfründe sein politischer Einfluss gehoben und dadurch das Interesse der einflussreichen Vasallenfamilien Livlands geweckt werden würde, erfüllte sich nicht. Da eine Verständigung bzw. Annäherung mit dem Deutschen Orden nicht herbeigeführt werden konnte, hielt sich Siegfried außer Landes und starb am 30. Juni 1374 bei der Kurie in Avignon. Sein Leichnam wurde im dortigen Dominikanerkloster beigesetzt.